# 石州流宗猿系
石州流宗猿系（せきしゅうりゅうそうえんけい）は、武家茶道。石州流の一派。流祖片桐石州（貞昌）の長男片桐貞信（幼名鶴千代）が1000石の旗本に取り立てられ、下條を称し諱を信隆にあらためておこした旗本の家系で、七世片桐信方まで一子相伝で伝承される。昭和初期までただ石州流と称していたが、石州系他派と区別するため七世の信方の茶号宗猿より流派名をとり石州流茶道宗猿系（せきしゅうりゅうちゃどうそうえんけい）と称している。九世磯貝宗和の門人より石州流片桐宗猿派が分派している。

## 歴代
| 代     | 名       | 号     | 没年       | 備考                       |
| ------ | -------- | ------ | ---------- | -------------------------- |
| 流祖   | 片桐貞昌 | 浮瓢軒 | 1673年69歳 | 宗関石見守                 |
| 二世   | 下條信隆 | 隆壽菴 | 1716年92歳 | 片桐貞昌の長男・旗本家初代 |
| 三世   | 下條信近 | 保壽菴 | 1741年47歳 |                            |
| 四世   | 片桐信與 | 泰勝菴 | 1784年60歳 | 片桐に改姓                 |
| 五世   | 片桐信馮 | 隆々菴 | 1825年90歳 | 宗瓚                       |
| 六世   | 片桐信任 | 義雲菴 | 1838年85歳 | 宗鵜                       |
| 七世   | 片桐信方 | 四国菴 | 1864年91歳 | 宗猿                       |
| 八世   | 梶宗龍   | 楓葉菴 | 1923年90歳 | 以降茶系のみ継承           |
| 九世   | 磯貝宗和 | 桃可菴 | 1940年87歳 | 華道都古流家元夫人         |
| 十世   | 鈴木宗仙 | 桃里菴 | 1959年80歳 | 華道都古流鈴木派家元       |
| 十一世 | 鈴木宗仙 | 桃里菴 | 1969年66歳 | 華道都古流鈴木派家元       |
| 十二世 | 玉木宗春 | 桃壽菴 | 1993年83歳 | 錦春古流華道家元           |
| 十三世 | 玉木宗春 | 桃栖菴 | 当代       | 錦春古流華道家元           |